# Mahle Behr Spain, S.A.
Mahle Behr Spain, S.A., abans Frape Behr, S.A., és una empresa que fabrica components per a l'automòbil a Montblanc, a la Conca de Barberà.
Fou en els seus orígens una empresa familiar Frape, fundada en l'àrea metropolitana de Barcelona l'any 1939, que va iniciar les seves activitats com negoci a individual dedicat a la reparació i fabricació artesanal de radiadors amb destinació a l'automòbil. L'any 1965 es va firmar un contracte de cessió de llicències i assistència tècnica amb l'empresa alemanya Behr, i s'amplià la gamma de fabricació amb nous components auxiliars per l'automoció, especialment amb la producció d'equips de calefacció per a automòbils. La planta de Montblanc inicià les seves activitats l'any 1974 amb només 20 treballadors per instal·lar la calefacció del Seat 850. L'any 1976 l'empresa alemanya subscriu íntegrament una nova ampliació de capital amb la qual obté la majoria del capital social. L'any 1978 es va traslladar a l'emplaçament actual, al costat de la carretera nacional, i a tocar de la sortida de l'Autopista AP2, i el 2001 va obrir una segona planta a Montblanc amb 8.000 m² i quatre forns amb nova tecnologia.
Mahle Behr és una empresa que ofereix dissenys i tecnologies pròpies; són els anomenats proveïdors de sistemes, amb normes de qualitat molt estrictes, dates de comanda on s'ha de sincronitzar la producció i el servei entre productors i usuaris i un fort component tecnològic per fer front a les exigències dels fabricants de vehicles. Per aquest motiu, Behr va aconseguir el premi de millor proveïdor de General Motors, en la gamma de refrigeració el 1988 i el 1997, així com el premi de qualitat Ford el 1992. Per fi, l'empresa va entrar al rànquing de les 25 empreses radicades a Catalunya, amb el volum més gran d'exportacions. L'any 1999, juntament amb Kadem, van commemorar el 25è aniversari de la seva instal·lació a Montblanc.
Amb la crisi financera global del 2007 la planta de la Zona Franca de Barcelona va tancar i el departament d'enginyeria es tresllada a Montblanc, on es van eliminar centenars de llocs de treball de manera progressiva. En 2010 grup alemany Mahle, especialitzat en la fabricació de filtres industrials va adquirir Behr Industry.